# スタディオ・アルテミオ・フランキ＝モンテパスキ・アレーナ
スタディオ・アルテミオ・フランキ（Stadio Artemio Franchi）は、イタリア・シエーナにあるサッカースタジアムである。ACNシエーナ1904がホームスタジアムとして使用している。1923年に建設され、スタジアムの収容人数は15,373人。
元イタリアサッカー連盟会長であるアルテミオ・フランキの名前を冠し、スタジアムはスタディオ・アルテミオ・フランキと命名された。
2007年夏、当時のACシエーナとメインスポンサーであるモンテ・デイ・パスキ・ディ・シエナ銀行は、同行の名称をスタジアム名に含めることで合意した。2007年9月から2013年12月まで、スタジアムの正式名称はスタディオ・アルテミオ・フランキ＝モンテパスキ・アレーナ（Stadio Artemio Franchi – Montepaschi Arena）であった。